# Laurent Deshusses
Laurent Deshusses (né le 23 décembre 1963) est un acteur suisse de langue française. 
Il participe, durant l'année 2012, à la tournée du Cirque Knie.
Automne 2022, il coécrit, met en scène (avec Claude-Inga Barbey) et joue dans la revue de Genève.

## Filmographie

### Cinéma
- 2006 : Les États-Unis d'Albert d'André Forcier : Peter Malone
- 2013 : Bob et les Sex-Pistaches d'Yves Matthey

### Télévision
- 1993 : L'Ours Maturin et la Famille Wallace d'Yves Matthey : Bob Wallace
- 1994 : Les Gros Cons d'Yves Matthey : un gros con
- 1997 : Bigoudi (50 épisodes) : Fabrice
- 2000-2001 : Sauvetage : Xavier
- 2001 : Paul et Virginie d'Yves Matthey : Paul
- 2006 : Mémoire de glace (TV) de Pierre-Antoine Hiroz : Étienne Duval
- 2009 : Petites Vacances à Knokke-le-Zoute d'Yves Matthey : Varronnier